# Флярковский, Владислав Пьерович
Владисла́в Пье́рович Флярко́вский (род. 15 марта 1958, Октябрьский, Башкортостан, СССР) — российский журналист, телеведущий, обозреватель телеканала «Россия-Культура», ведущий программ новостей. Директор Института массмедиа и рекламы РГГУ с 2023 года. Именно Флярковский на телевидении объявил о распаде СССР.

## Биография
Родился 15 марта 1958 года в г. Октябрьский в Башкирской АССР, где в то время оставались после ссылки его бабушка и дед по материнской линии Леопольд Христианович, немец по происхождению. Новорождённого его привезли в Баку, родной город родителей Владислава, где он получил свидетельство о рождении и рос до 12 лет, обучаясь в школе № 212. Его отец, Пьер (Пётр) Коган, работал фотографом в газете «Молодёжь Азербайджана», а дед по отцовской линии во время Октябрьской революции работал в типографии и, будучи большевиком, печатал там революционные прокламации.
В 1975 году окончил московскую школу № 591. Тогда же попытался поступить в МАРХИ, но не смог успешно сдать вступительные экзамены. В 1976—1979 гг. служил на Дальнем Востоке в частях морского обеспечения ВМФ СССР.
В 1979 году, после неудачной попытки поступить во ВГИК на операторский факультет, поступил на факультет журналистики МГУ, отделение телевидения, и окончил его в 1985 году; учился у Марины Голдовской и Сергея Муратова. С 1985 по 1987 год — редактор-издатель отдела научной пропаганды Музея музыкальной культуры им. М. И. Глинки.
В качестве репортёра, ведущего, комментатора, автора, руководителя программ и редакций работал в разных телекомпаниях, дольше всего и по настоящее время в ВГТРК (телеканалы «Россия» и «Культура»),
С января 1986 года — на телевидении. Работал в качестве репортёра, ведущего, комментатора, обозревателя в программах «12-й этаж», «Взгляд», «Время».
С мая 1991 по октябрь 1998 года работал на канале РТР:
в 1991—1993 и 1996—1997 годах — ведущий,
в 1993—1995 годах — корреспондент программы «Вести». В середине 1990-х годов был собственным корреспондентом и шефом бюро ВГТРК в Тель-Авиве (Израиль), первым постоянно аккредитованным в этом государстве российским тележурналистом. В 1997—1998 гг. — ведущий программы «Подробности».
С октября 1998 по июнь 1999 года — главный редактор Телевизионной службы новостей на канале ТВ-6.
С сентября 1999 по сентябрь 2000 года работал на канале «ТВ Центр», где вёл аналитическую программу «Неделя».
С октября 2000 по июнь 2001 года вёл русскоязычные выпуски новостей на украинском канале ICTV поочерёдно с Дмитрием Киселёвым.
В этот же период времени Флярковский тесно сотрудничал с радио «Эхо Москвы», был автором еженедельных комментариев, участвовал в создании радиоспектакля по роману братьев Стругацких «Трудно быть Богом».
С октября 2001 года ведёт «Новости культуры» на канале «Культура» (с ноября 2015 — «Новости культуры с Владиславом Флярковским»).
В течение пяти лет преподавал в РГГУ. В январе 2023 года возглавил Институт массмедиа и рекламы данного университета.
Член общественного совета Российского еврейского конгресса.
Профессионально занимается фотографией; открыл несколько выставок, а в 2014 году выпустил фотокнигу «Автобиографика».

## Личная жизнь
В 1984 году заключил брак со своей однокурсницей Марией, дочерью режиссёра и драматурга Марка Розовского. От этого брака у него двое сыновей:
- Илья (1988 г.р.; окончил отделение звукорежиссуры Гуманитарного института телевидения и радиовещания)
- Вениамин (1998 г.р.)[21][2][22].

## Книги
- 2014 — Автобиографика

## Фильмография
- 2007 — «Рататуй» — закадровый голос на кулинарном канале (дубляж)[23]
- 2021 — «Главный герой» — телеведущий новостей (дубляж)

## Номинации и награды
- Благодарность Президента Российской Федерации (8 мая 1996) — за активное участие в создании и становлении Всероссийской государственной телерадиовещательной компании[24].
- Общественная премия профессионального признания «Лучшие перья России» (2004).
- Номинирован на премию «ТЭФИ» в номинации «Ведущий информационной программы» (1997, 2007).
- Орден Дружбы (7 февраля 2008) — за большой вклад в развитие отечественного телерадиовещания и многолетнюю плодотворную деятельность[25].
- Премия I Московского открытого конкурса журналистов «Москва Media» (2011)[26].
- Лауреат национальной телевизионной премии ТЕЛЕГРАНД (2014).